# Вернер Шеер
Вернер Еміль Герман Шеер (нім. Werner Emil Hermann Scheer; 6 червня 1893, Фехта — 27 серпня 1976, Бюдінген) — німецький офіцер, контрадмірал крігсмаріне.

## Біографія
1 квітня 1912 року вступив в кайзерліхмаріне. Учасник Першої світової війни, з серпня 1914 року служив на борту лінкора «Церінген», з листопада 1915 року — на радіостанції «Курляндія». З грудня 1916 по січень 1917 року пройшов курс підводника. З січня 1917 року — вахтовий офіцер підводного човна SM U-39, з листопада 1917 року — SM UB-85. В квітні 1918 року потрапив в британський полон. В листопаді 1919 року звільнений. В січні-травні 1920 року служив в 3-й морській бригаді Вільфріда фон Левенфельда. Після демобілізації армії залишений в рейхсмаріне.
З 21 грудня 1935 по 1 травня 1936 року — командир підводного човна U-10, після чого був переданий в розпорядження командувача підводним флотом. З вересня 1936 року — командир 2-ї підводної флотилії. В липні 1937 року залишив посаду через хворобу. Після одужання в квітні 1938 року призначений командиром училища підводників. З жовтня 1939 року — начальник головного бюджетного відділу ОКМ. З лютого 1941 року — офіцер, з вересня 1941 року — начальник штабу військових верфей Вільгельмсгафена. З грудня 1942 року — комендант військового-морського арсеналу Тулона і начальник командування ВМС «Тулон». З вересня 1943 року — начальник особливого штабу з питань житла, з листопада 1943 року — управлінської групи K III ОКМ. З листопада 1944 року — командир військового району «Ессен I». В квітні 1945 року взятий в полон американськими військами. 10 березня 1947 року звільнений.

## Звання
- Морський кадет (1 квітня 1912)
- Фенріх-цур-зее (12 квітня 1913)
- Лейтенант-цур-зее (22 березня 1915)
- Оберлейтенант-цур-зее (25 грудня 1917)
- Капітан-лейтенант (1 грудня 1922)
- Корветтен-капітан (1 жовтня 1930)
- Капітан-цур-зее (1 липня 1937)
- Контрадмірал (1 вересня 1941)

## Нагороди
- Залізний хрест 2-го і 1-го класу
- Військовий Хрест Фрідріха-Августа (Ольденбург) 2-го і 1-го класу
- Нагрудний знак підводника (1918)
- Почесний хрест ветерана війни з мечами
- Медаль «За вислугу років у Вермахті» 4-го, 3-го, 2-го і 1-го класу (25 років)
- Хрест Воєнних заслуг 2-го і 1-го класу з мечами